# Warreopsis colorata
Warreopsis colorata är en orkidéart som först beskrevs av Jean Jules Linden och Heinrich Gustav Reichenbach, och fick sitt nu gällande namn av Leslie Andrew Garay. Warreopsis colorata ingår i släktet Warreopsis och familjen orkidéer. Inga underarter finns listade i Catalogue of Life.